# ハワイ州教育省

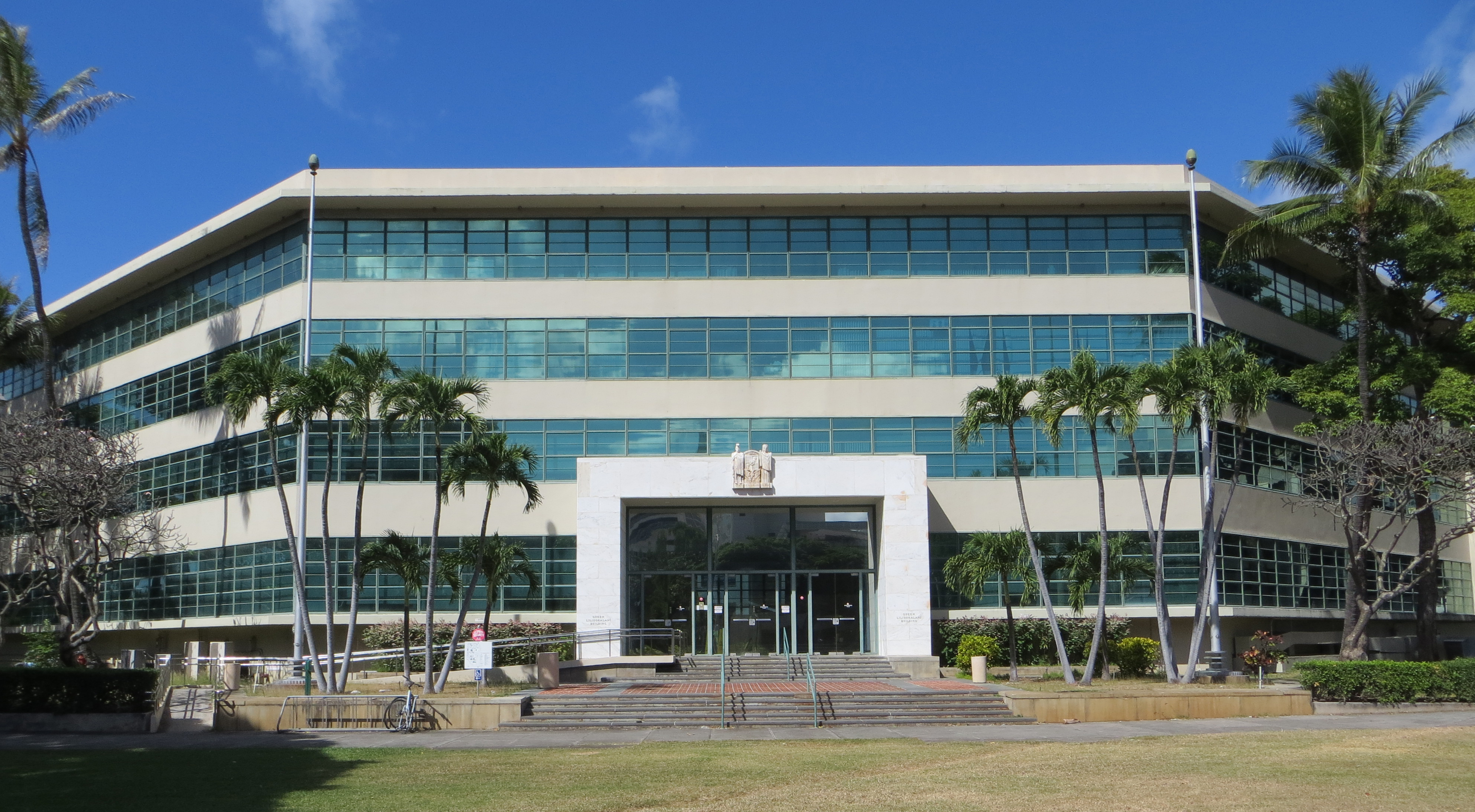
Queen Liliuokalani Building (ハワイ州教育省本社), 1390 Miller St, Honolulu, HI 96813

ハワイ州教育省（Hawaiʻi State Department of Education, HIDOE）はアメリカ合衆国で最も中央集権化され、また唯一全州規模の教育システムである。
公的な州教育委員会として、ハワイ州すべての283の公立校とチャーター・スクール、13,000人の教員を監督し、年間177,871人の生徒のために機能している。2010年12月時点での最高責任者（Superintendent）はキャスリン・マツヨシ。オアフ島ホノルル市中心部のクイーン・リリウオカラニ・ビルディングに本部を置いている。

## 歴史
ハワイ王国時代の1840年、カメハメハ3世がハワイで最初の公共教育システムを設立した。これはミシシッピ川より西側でアメリカ最古の学校システムであり、唯一王族によって設立されたものである。

## 構造
ハワイ州教育省の教育委員会は第１・第２副委員長、オアフ島代表4人（ホノルル、セントラル、ウインドワード、リーワード）、カウアイ、マウイ、ハワイ（島）の各地域代表、学生代表、軍隊との連絡係によって構成されている。法的にはハワイ州法第10条３によって、全州の教育政策を立案する機関として権限が定められている。委員会は最高責任者の任命権も持っている。

## 論争
民主党が伝統的に強いハワイにあって2004年に共和党のリンダ・リングルが州知事になったことも背景に、これまでの中央集権的なシステムをめぐっての是非が論じられている。

## 学校
学校数は各エリアの公立高校／公立中学校／公立小学校の順
- ホノルルCDP　8校／24校／55校
- オアフ　15校／17校／76校
- ニイハウ　1校／1校／1校
- カウアイ　3校／3校／13校
- モロカイ　1校／1校／4校
- ラナイ　1校／1校／1校
- マウイ　5校／6校／17校
- ハワイ島　11校／18校／37校
  - カウ高校とパハラ小学校
  - コナワエナ高校
  - ケアラケヘ高校